# Parkoszewo
Parkoszewo (deutsch Perkau) ist ein Ort in der polnischen Woiwodschaft Ermland-Masuren. Er gehört zur Gmina Bartoszyce (Landgemeinde Bartenstein) im Powiat Bartoszycki (Kreis Bartenstein).

## Geographische Lage
Parkoszewo liegt zwei Kilometer südlich der polnischen Grenze zur russischen Oblast Kaliningrad (Gebiet Königsberg (Preußen)) in der nördlichen Mitte der Woiwodschaft Ermland-Masuren, elf Kilometer nördlich der Kreisstadt Bartoszyce (deutsch Bartenstein).

## Geschichte
Wohl 1362 wurde das vor 1774 Perckau genannte Dorf gegründet. Es bestand aus einem Gut und ein paar Höfen. 1874 wurde der Gutsbezirk Perkau in den neu errichteten Amtsbezirk Polkitten (polnisch Pełkity) im ostpreußischen Kreis Friedland (er wurde 1927 in „Kreis Bartenstein“ umbenannt) aufgenommen. Zusammen mit dem eingemeindeten Vorwerk Ferdinandsfelde (polnisch Gajek) zählte Perkau im Jahre 1910 insgesamt 149 Einwohner.
Am 30. September 1928 verlor der Gutsbezirk Perkau seine Eigenständigkeit und wurde zusammen mit dem Gutsbezirk Loschkeim (polnisch Łoskajmy) in die Landgemeinde Lapkeim (polnisch Lapkiejmy) eingegliedert.
Als in Kriegsfolge 1945 das gesamte südliche Ostpreußen an Polen fiel, erhielt Perkau die polnische Namensform „Parkoszewo“. Das Dorf ist heute eine Ortschaft innerhalb der Landgemeinde Bartoszyce (Bartenstein') im Powiat Bartoszycki (Kreis Bartenstein), zwischen 1975 und 1998 der Woiwodschaft Olsztyn, seither der Woiwodschaft Ermland-Masuren zugehörig.

## Kirche
Bis 1945 war Perkau in die evangelische Kirche Schönbruch (nördlicher Ortsteil russisch Schirokoje, südlicher Ortsteil polnisch Szczurkowo) in der Kirchenprovinz Ostpreußen der Kirche der Altpreußischen Union, außerdem in die römisch-katholische Kirche St. Bruno Bartenstein im damaligen Bistum Ermland eingepfarrt.
Heute gehört Parkoszewo katholischerseits zur Pfarrei Bartoszyce (Bartenstein) im jetzigen Erzbistum Ermland, evangelischerseits zur Kirche in Bartoszyce, einer Filialkirche von Kętrzyn (Rastenburg) in der Diözese Masuren der Evangelisch-Augsburgischen Kirche in Polen.

## Verkehr
Parkoszewo liegt an einer Nebenstraße, die die polnische Woiwodschaftsstraße 512 (einstige deutsche Reichsstraße 142) bei Szcurkowo (polnisch Szczurkowo) mit Łapkiejmy (Lapkeim) verbindet. Außerdem gibt es eine Verbindungsstraße über Gulkajmy (Gahlkeim) nach Przewarszyty (Prauerschitten).
Eine Anbindung an den Bahnverkehr besteht nicht.

## Persönlichkeit
- Walter Schmidt von Schmidtseck (1865–1945), Gutsbesitzer, preußischer Generalleutnant, starb am 28. Januar 1945 auf Perkau